# Etuta
Etuta (en griego antiguo: Ετούτα) fue una hija de Monunios, jefe de la tribu de los dardanios, que se casó con el rey Gencio de Iliria, según dice Tito Livio.
Polibio expone que Gencio era muy bebedor, lo que ponía de manifiesto su talante cruel y violento, que le llevaba a cometer grandes excesos. Poco después de su ascenso al trono, en el año 169 a. C, mató a su hermano Plator, que estaba comprometido con Etuta, la hija de un príncipe de los dardanios, y se casó con ella. Tito Livio dice que lo hizo para asegurar la descendencia en el trono, pero que también era por celos hacia su hermano, ya que se iba a casar con Etuta. No logró ninguna alianza con esta boda, sino que Gencio se alió con Perseo de Macedonia, enemigo de su suegro.
Posteriormente, Gencio se casó con otra princesa de nombre Etleva, que fue enviada cautiva a Roma cuando lo capturaron.